# 奥莉加·阿尔贝托芙娜·帕夫洛娃
奥莉加·阿尔贝托芙娜·帕夫洛娃（羅馬化：Ol'ga Al'bertovna Pavlova；1973年2月4日—）是俄罗斯政治人物。2016年至2020年，她任别尔哥罗德州副州长。2020年至2022年，她担任第七届别尔哥罗德州杜马主席。

## 生平
1996年，她在阿迪格国立大学语言学系完成学业。毕业后，她在乌斯季-拉宾斯克担任俄语语言文学教师。2000年，她成为别尔哥罗德州高级研究和专业再培训学院的高级讲师。2004年，她在莫斯科国立师范大学完成了博士论文答辩。2010年，她离开别尔哥罗德州高等研究院，当时她担任主管科学工作的副院长。
同年，她担任别尔哥罗德州教育、文化和青年政策部职业教育和科学司司长。2011年，她成为州内政和人力资源政策部副部长。2016年，她被任命为别尔哥罗德州副州长。在2020年9月的地方杜马选举中，她被统一俄罗斯党提名为杜马议员。.
2020年9月22日，在第七届州杜马议会的第一次会议上，她被一致推举为第七届别尔哥罗德州杜马主席。.
2022年4月15日，她辞去州马主席职务，转而到Efko管理股份有限公司（莫斯科）任职。